# ۵۱۴ (خورشیدی)
۵۱۴ پانصد و چهاردهمین سال هجری خورشیدی است.